# Olivier Bergevin
Olivier Bergevin, sieur du Loscoat, né le 26 novembre 1750 à Brest et mort le 4 septembre 1818 dans cette même ville, est un homme de loi et homme politique français. 
Député du Finistère au Conseil des Cinq-Cents, il exerça diverses charges dans sa ville natale à la fin du XVIIIe et au début du XIXe siècle. Il est connu en raison de ce que l'on a appelé l'affaire Bergevin, liée aux reproches qui lui étaient faits de cumuler plusieurs charges incompatibles. 

## Biographie
Fils d'un procureur du roi à la sénéchaussée royale de Brest, Olivier Bergevin était, depuis le 1er décembre 1774, conseiller-lieutenant particulier au siège de l'amirauté de Brest, lorsqu'au commencement de 1777, il acquit de M. Labbé de Lézergant la charge de sénéchal et premier magistrat civil et criminel au siège royal de Brest et de Saint-Renan, charge pour laquelle il sollicita et obtint du Conseil des lettres de compatibilité.
La communauté de Brest ayant eu connaissance des démarches de Bergevin, mais trop tard pour s'y opposer au Conseil, présenta requête au Parlement, qui, au lieu d'enregistrer la commission du nouveau magistrat, renvoya les parties à se pourvoir devant le roi. L'opposition de la communauté avait pour cause et le cumul de deux charges incompatibles entre les mains d'une même personne, et la concentration dans sa famille de toutes les charges de judicature de la ville. 
Les avocats et les procureurs protestèrent, comme la ville, dans des mémoires imprimés. Toutes les raisons qui furent alléguées dans ces diverses oppositions étaient si énergiques et si concluantes, que le chancelier, tout protecteur qu'il était de Bergevin, n'osant faire plaider l'affaire au Conseil, pria, mais inutilement, le Parlement, d'enregistrer les lettres de compatibilité. Force lui fut, pour ne pas en avoir le démenti, d'extorquer un arrêt au Conseil.
Le cumul reproché à Bergevin s'accrut, le 3 juin 1780, d'une troisième place, celle de conseiller et premier assesseur de la prévôté ou cour souveraine de la marine, qu'il remplit jusqu'au 25 janvier 1793. 
Le siège royal de Brest ayant été supprimé en 1790, Bergevin avait conservé ses deux autres emplois. Le 4 janvier 1791, il fut nommé premier juge au tribunal du district de Brest, et il en remplit les fonctions jusqu'au mois de septembre 1795, époque où il fut élu député au Conseil des Cinq-Cents. Il se borna à parler, dans cette assemblée, sur les questions concernant la marine. 
Un message du Directoire ayant proposé de modifier l'organisation de la marine, arrêtée par la loi du 3 brumaire an IV, Bergevin fit sur ce message, le 25 janvier 1796, un rapport contenant l'historique des règlements d'administration de la marine militaire, et il démontra que la loi du 3 brumaire ne renfermait aucun des vices qui lui étaient reprochés, tandis qu'au contraire le projet incohérent du Directoire, en concentrant dans les mêmes mains les fonctions civiles et militaires, ou, en d'autres termes, la recette et la dépense, était destructif de tout contrôle et de toute comptabilité régulière. 
L'opinion de Bergevin prévalut, et un message spécial chargea le Directoire de mettre à exécution la loi du 3 brumaire, dont la suspension fut levée. Dans deux opinions développées les 16 février et 14 avril 1796, il appuya Defermont, qui, dans son rapport sur le message du Directoire concernant le mode de jugement des prises maritimes, avait proposé de porter aux tribunaux civils les appels des jugements des tribunaux de commerce, d'attribuer aux consuls et vice-consuls dans les ports étrangers le jugement des prises, et d'appeler de leurs jugements à divers tribunaux français institués à cet effet. 
Le projet que soutint Bergevin fut adopté avec les amendements de Riou-Kersalaun, pour lesquels il avait voté. Le 28 juin suivant, il fit appliquer aux veuves des officiers civils de la marine les lois sur les pensions accordées aux veuves des officiers militaires, et, le 1er septembre, il fit adopter un projet accordant des secours, soit aux marins blessés, soit aux veuves et enfants de ceux morts pour la patrie. 
Ayant cessé ses fonctions législatives au mois de mai 1799, il fut nommé, le 2 juin suivant, à celles de commissaire-rapporteur près des tribunaux maritimes du port de Brest; il les remplissait encore à l'époque de sa mort, arrivée dans cette ville le 4 septembre 1818 à l'âge de 67 ans.

## Sources
- « Olivier Bergevin », dans Adolphe Robert et Gaston Cougny, Dictionnaire des parlementaires français, Edgar Bourloton, 1889-1891 [détail de l’édition]